# Asejire (sø)
Asejiresøen (engelsk: Lake Asejire) er en 13 km lang ferskvandssø, dannet ved opdæmning af floderne Osun og Oba i Nigeria.
7°22′N 4°8′Ø / 7.367°N 4.133°Ø
|  | Infoboks uden skabelon Denne artikel har en infoboks dannet af en tabel eller tilsvarende. |